# 尤寧城 (喬治亞州)
尤寧城是一個位於美國喬治亞州富爾頓縣的城市。

## 地理
尤寧城的座標為33°34′42″N 84°32′36″W / 33.57833°N 84.54333°W，而該地的平均海拔高度為295米（即968英尺）。

## 人口
根據2010年美國人口普查的數據，尤寧城的面積為49.90平方千米，當中陸地面積為49.50平方千米，而水域面積為0.40平方千米。當地共有人口19456人，而人口密度為每平方千米389.9人。